# 最高指揮官
最高指揮官（さいこうしきかん、英: Commander-in-chief）とは、国家において、その国の軍隊またはそれに準ずる組織を指揮監督する最高の権限を有する地位である。最高指揮官の有する軍隊に対する権限を最高指揮権または統帥権という。

## 国家元首が最高指揮権を持つ国

### 君主等の国家元首が最高指揮権を持つ国
イギリス
イギリスでは君主である国王に統帥権がある。
カナダ

最高指揮権を有するのはカナダ国王であり、カナダの総督が代行する。
クウェート
クウェート国では、1961年憲法により、国家元首である世襲制首長が軍の最高司令官と規定されている（第67条）。なお、首長は法の下で士官の任命・解任の権限を行使でき、勅令により自衛戦争の宣戦布告をすることができる。
スペイン
スペインでは、スペイン1978年憲法により国家元首である国王がスペイン軍の最高指揮権を持つ。
タイ
タイ王国では国王が大元帥（『仏暦2550年（西暦2007年）タイ王国憲法』第10条）と規定されており、タイ王国軍の統帥権を有する（「大元帥」の訳語については「総帥」「元帥」と訳される場合もある）。
デンマーク
デンマークではデンマーク王国憲法によれば国家元首（国王）がデンマーク国防軍の最高指揮官であるが、国民議会（フォルケティング）の同意なしにいかなる軍事行動も行うことができない。
大日本帝国憲法下の日本

大日本帝国憲法下における日本軍の最高指揮権は天皇大権の一つである統帥大権と規定され、天皇が最高指揮官であった（大日本帝国憲法第11条）。

### 大統領等の選挙で選ばれた国家元首が最高指揮権を持つ国
アメリカ合衆国

アメリカ合衆国の各軍の最高指揮権は合衆国大統領にある。ただし、議会への配慮を定めた戦争権限法が1973年に成立している。
イエメン
イエメン共和国では、イエメン共和国憲法第110条により、共和国大統領が軍の最高司令官と規定されている。また、同憲法第37条によれば、共和国大統領は、国防会議の議長となり、国家とその平和の防衛に関する問題を担当する。
エジプト
エジプト・アラブ共和国では、1971年憲法の下においては、国家元首である共和国大統領が軍の最高司令官とされていた（第150条）。なお、宣戦布告については国会の承認を先に得ることが必要である。2011年革命に際し、エジプト軍最高評議会によって1971年憲法は停止されており、憲法改正が行われる予定である。
韓国
大韓民国では、大韓民国憲法第74条により、大統領に統帥権があると規定されている。
シリア
シリア・アラブ共和国では、1973年制定のシリア・アラブ共和国憲法第103条により、大統領を全軍の最高司令官と定めている。大統領は、軍の最高司令官としての職務のため必要な決定や命令を発布することができる。
チュニジア
チュニジア共和国では、チュニジア共和国憲法第44条において、大統領が軍の最高統帥者と定められている。
トルコ
トルコ共和国では、1982年制定のトルコ共和国憲法の下、国家元首である大統領が統帥権を有するものとされ、軍の出動命令権や参謀総長の任命権を行使する（第104条）。大統領は、最高司令部の代表者であり、トルコ大国民議会の精神に忠実であることが求められる（第117条）。
一方で、トルコは共和国参謀本部を置き、参謀総長がトルコ軍の司令官である。有事の際には、大統領に代わって軍の最高司令官の任務を遂行する（第117条）。参謀総長は、内閣の指名に基づき、大統領が任命する。参謀総長の権限は法律によって定めるものとされ、かつその任務・権限に関し、首相に対して責任を負う。
ロシア
ロシア連邦では、ロシア連邦憲法の下で、連邦大統領に統帥権が認められている。

### その他の国家元首が最高指揮権を持つ国
イラン
イラン・イスラム共和国では、イラン・イスラーム共和国憲法の下で、最高指導者が軍の統帥権を保持すると定められている。

## 政府の長が最高指揮権を持つ国
イスラエル
イスラエル国では、憲法の一部であるイスラエル基本法の軍に関する基本法第2条により、イスラエル国防軍は首相を長とする政府の権限下にあり、国防大臣が政府を代表して軍に責任を持つとされる。他方、国防軍の最高司令官は参謀総長と定められている。参謀総長は、国防大臣の推薦に基づいて政府が任命し、国防大臣に従属する。
日本
日本国憲法第9条で戦力は保持しないと規定されている関係から、厳密に言えば自衛隊は軍隊ではないが、自衛隊法第7条で内閣総理大臣が自衛隊の最高指揮監督権を持つとしている。
ドイツ
基本法（憲法に相当）第115b条により連邦首相が戦時最高指揮権を持つ。なお平時は基本法第65a条により政府の最高軍事指導機関の長である国防大臣が最高指揮権を持つ。

## 共産党軍事委員会の長が最高指揮権を持つ国
国家よりも共産党を上に置く、マルクス・レーニン主義の国では共産党中央軍事委員会の長が最高司令官となる。
中国

中国では、中国共産党中央軍事委員会主席が最高指揮権を行使する。
中央軍事委員会主席は権力の源泉たる軍の統帥権を持つため、実質的に中国の最高指導者といえる。憲法制定後は名目上の最高指揮官は国家主席、中国共産党中央委員会主席、中華人民共和国中央軍事委員会（国家軍委）主席と変更されてきたが、実質的に統帥権を持ち、かつ国・党・軍の最高指導者を務めていた人物は皆中央軍事委員会主席を務めた者達である。鄧小平が党や国家の最高職総書記に就任せずに中国の最高指導者たりえたのは、中央軍事委員会主席のポストを確保していたからである。
2023年現在は憲法により国家軍委が全国の武装力（中国軍）を指揮するが、中国共産党の軍隊であり事実上の国軍でもある中国人民解放軍の統帥機関であり、憲法及び国防法に基づき国家軍委を領導する中央軍委主席を務める者が中国の最高指導者、最高指揮官となる。
ベトナム

ベトナムでは、名目上の最高指揮官を国家主席としているが、実際はベトナム共産党中央軍事委員会書記のトー・ラムが最高指揮権を行使する。

## 軍人が最高指揮権を持つ国
スウェーデン
1974年にスウェーデンの憲法が現行のものとなったことに伴って、スウェーデン国王は法令上の最高指揮権を失った。現在の最高指揮官は軍人（通常は大将）であるスウェーデン軍最高指揮官であり、これは他国における参謀総長などと同格の地位と考えられる。またスウェーデン政府には国防省が存在するが、スウェーデン憲政において発達してきた独特の習慣である大臣規則により、大臣個人が軍に干渉できない、文民統制の原則からするとやや特異な規定となっている。また国王はもはや軍の最高指揮官ではないものの、軍の儀式には国家元首として出席する。